# 拉贝河畔乌斯季

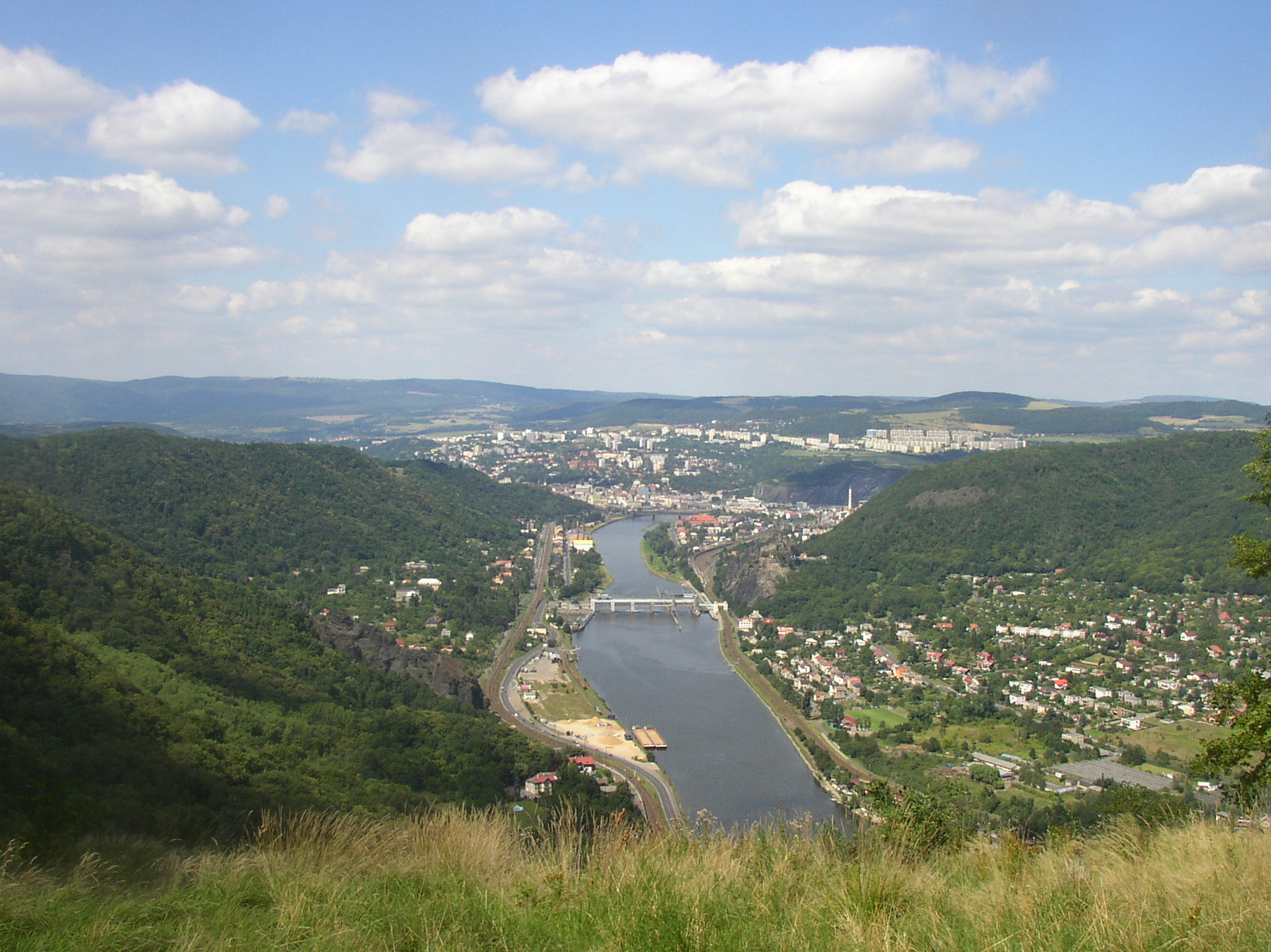
拉贝河畔乌斯季

拉贝河畔乌斯季（捷克語：Ústí nad Labem），旧称奥西格（德語：Aussig）位于捷克乌斯季州比利纳河与易北河（拉贝河）的交汇处，是乌斯季州首府，有大约92,000名居民。该市是捷克主要的工业中心、活跃的河港外和重要的铁路枢纽。